# Neostylopyga michaelseni
Neostylopyga michaelseni är en kackerlacksart som först beskrevs av Robert Walter Campbell Shelford 1909.  Neostylopyga michaelseni ingår i släktet Neostylopyga och familjen storkackerlackor. Inga underarter finns listade i Catalogue of Life.